# Неоклассический метал
Неокласси́ческий ме́тал (англ. Neo-classical metal) — музыкальный жанр, сочетающий черты хеви-метала и классической музыки. Музыканты, играющие в этом жанре, исполняют на электрогитарах и других инструментах, характерных для метала, композиции классиков или собственные сочинения, выдержанные в том же духе.

## Определение
Основным принципом жанра является воспроизведение фрагментов академической музыки в формате рока или создание новых произведений в аналогичном стиле. Этот стиль присущ в основном работам сольных гитаристов-виртуозов, подражающих манере классических композиторов, таких как Антонио Вивальди, Иоганн Себастьян Бах, Никколо Паганини и др.
Неоклассический метал концептуально отличается от неоклассицизма в академической музыке, который был особо популярен в период между Первой и Второй мировыми войнами. Основные представители неоклассицизма — Макс Регер, Эрик Сати, Игорь Стравинский и Пауль Хиндемит, основным принципом которых были стремление к гармонии и строгому соблюдению формы.
Неоклассический метал бывает довольно близок к симфоник-металу, некоторые группы совмещают эти стили (Rhapsody of Fire, Trans-Siberian Orchestra, Symphony X). Основное отличие в том, что неоклассический метал подражает конкретно музыке эпохи барокко и манере её исполнения, а симфонические инструменты в нём не обязательны, хотя и встречаются. Главным для неоклассикал-метала является обязательное гитарное подражание манере игры классических музыкальных произведений в куплетах и особенно в соло, а также нередким для жанра использованием электросинтезатора на фоне гитары или даже отдельной партией в соло. В то же время симфоник-метал — жанр более широкий, в нём используются в первую очередь инструменты и манера вокала из классической музыки, а подражания композиторским и исполнительским приёмам классики может и не быть.

## История возникновения

#### 1960e — 1970е
Истоки стиля уходят в конец 1960х годов, когда группы Deep Purple, Jethro Tull и ELP стали соединять классическую и рок-музыку. Так, в 1968 году Deep Purple записали альбом The Book of Taliesyn, в котором использованы фрагменты Симфонии № 7 Бетховена, увертюры «Ромео и Джульетта» Чайковского, в также фрагменты симфонической поэмы Рихарда Штрауса «Так говорил Заратустра». Затем в 1969 году Deep Purple записали оригинальное сочинение клавишника Джона Лорда Concerto for Group and Orchestra, а ELP в 1971 году в альбоме Pictures at an Exhibition представили обработку нескольких пьес из сюиты Модеста Мусоргского «Картинки с выставки».
В дальнейшем те же Deep Purple неоднократно возвращались к использованию классических тем. Например, гитарное и органное соло их знаменитого хита 1972 года «Highway Star» построены на музыкальной гармонии, заимствованной у И.С. Баха. Газета The Guardian пишет о «живой» версии этой песни в концертном альбоме Made in Japan:

Игра Блэкмора похожа на силу природы; эти аккорды во вступлении и это удивительное соло с характерными неоклассическими нисходящими пробегами, сочетающими в себе дух Баха и Джими Хендрикса.
Оригинальный текст (англ.)Blackmore’s playing is like a force of nature on the live version; those slashing chords in the intro, and that amazing solo featuring the distinctive neo-classical descending runs, combining the spirits of Bach and Jimi Hendrix.

Впоследствии, Ричи Блэкмор стал считаться одним из основателей стиля и вдохновителем для многих неоклассических метал-гитаристов. «Мой интерес к классической музыке — это то, что привело меня в направлении попытки объединить блюз, рок и классические идеи в одно стилистическое целое», — заявил гитарист.
Американский музыковед Роберт Уолсер считает, что самым важным музыкантом зарождающегося в конце 1960-х — начале 1970-х жанра метал/классика-фьюжн был Ричи Блэкмор. Хотя он вряд ли был первым рок-гитаристом, использующим классические приёмы в своей игре, он сильно повлиял на других гитаристов; для многих из них Блэкмор продемонстрировал первое действительно впечатляющее, захватывающее слияние рока и классической музыки.
В середине 1970х следующее поколение музыкантов, таких как Михаэль Шенкер (UFO) и Ульрих Рот (Scorpions) стало развивать направление неоклассической гитарной рок-музыки, включая в свои композиции лирические мелодии в классическом стиле. Гитарист группы Metallica Кирк Хэммет, отмечая песню группы Scorpions «The Sails of Charon» из альбома Taken by Force 1977 года, сказал:

Для меня Ульрих Рот был одним из первых гитаристов, который использовал неоклассический гитарный стиль, и его соло было совершенно уникальным в то время — одновременно мелодичным и динамичным, с кульминацией, такой невероятно раздирающей. Как может так много нот быть точно на месте?
Оригинальный текст (англ.) To me, Ulrich Roth was one of the first guitarists to use that neo-classical guitar style, and this solo was totally unique at the time, simultaneously melodic and dynamic, with a climax so incredibly ripping. How can so many notes be so perfectly in place?

Стив Стивенс, гитарист группы Билли Айдола, выделяет работу Ульриха Рота в композиции «Catch Your Train» из альбома Virgin Killer 1976 года:

Ули Джон Рот является предшественником неоклассической метал-гитары. Прекрасная запись. Использование реверберации для дополнения соло искусно, поскольку оно усиливает длинные, устойчивые ноты.
Оригинальный текст (англ.) Uli Jon Roth is the forerunner to neoclassical metal guitar. Beautifully recorded. The use of reverb to complement the solo is artful in the way it enhances the long, sustained notes

Во второй половине 1970х годов группа Rainbow внесла существенный вклад в формирование зарождающегося стиля неоклассический метал. Некоторые критики считают диск Rising 1976 года одним из первых альбомов, созданных в этом стиле. В конце 1970х годов в концертный сет-лист группы вошла обработка «Оды к радости» из Симфонии № 9 Бетховена, которая позднее вышла в студийном альбоме 1981 года Diffucult to Cure под тем же названием. Возрождённые в 1984 году Deep Purple продолжили исполнять эту композицию на своих концертах.

#### 1980е
В начале 1980х гитарист группы Оззи Осборна Рэнди Роадс во время гастролей брал частные уроки классической гитары. Многие его соло того периода черпали вдохновение из музыки эпохи барокко, и в частности И.С. Баха. Специалисты отмечают его неоклассический гитарный стиль в композициях «Crazy Train», «Suicide Solution и «Mr. Crowley». Влияние Баха, а также классического гитариста Лео Брауэра заметно в композициях «Dee» и «Diary of a Madman».
Настоящий расцвет жанра наступил в начале 1980х годов с появлением на сцене шведского гитариста Ингви Мальмстина. В 1982 году его продюсером стал Майк Вэрни, который пригласил музыканта в Shrapnel Records. Именно там Ингви открыл миру свой талант с альбомом Rising Force, который стал своего рода эталоном неоклассического метала. Журнал Guitar Player пишет о дебюте Мальмстина так:

Появление Rising Force, дебютного альбома Ингви Мальмстина 1984 года, породило новый жанр, известный как неоклассический метал. Из всех треков альбома „Far Beyond the Sun“ лучше всего продемонстрировала беспрецедентные технические возможности и мелодизм гитариста, укрепив его место в анналах легенд „шреда“.
Оригинальный текст (англ.)The arrival of Rising Force, Yngwie Malmsteen’s 1984 debut album, gave birth to a new genre known as neoclassical metal. Of all the album’s tracks, “Far Beyond the Sun” best demonstrated the guitarist’s unprecedented technical chops and melodicism, cementing his place in the annals of shred legends.

Золотой век неоклассического метала пришёлся на середину и конец 1980-х годов, когда на сцене появились гитаристы-виртуозы, многих из которых Майк Вэрни нашёл, буквально, по объявлению в газете: Тони Макалпин, Винни Мур, Пол Гилберт, Грег Хоу, Джо Тафолла, Дэвид Т. Чэстэйн, Джейсон Беккер, Марти Фридмэн и Джо Стамп. Некоторые хэви-металические группы продолжили эксперименты с включением классических фрагментов в свои композиции. Так германская группа Accept в своем альбоме 1985 года Metal Heart во вступлении к заглавному треку включила обработку «Славянского марша» П.И. Чайковского, а в гитарное соло — пьесу «К Элизе» Л. Бетховена. Гитарист группы Вольф Хоффманн отмечает сильное влияние Чайковского, Моцарта и Вивальди на своё творчество.

## Распространение

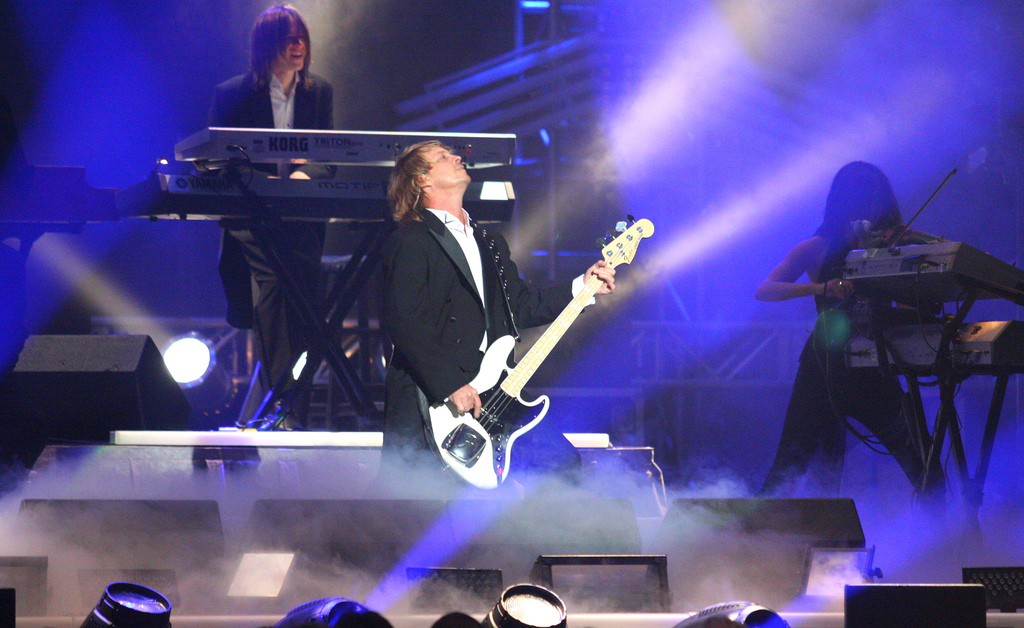
Trans-Siberian Orchestra

Неоклассический метал оказал влияние на финскую метал-сцену, где особенно популярны вставки неоклассических элементов в мелодик дэт-метал и пауэр-метал и где появилась техника игры, типичная для неоклассического метала — «шред», в частности у группы Stratovarius, и в части творчества группы Children of Bodom. В Японии есть группы, исполняющие неоклассический метал с элементами симфонического (Hizaki, Versailles, Raphael, Galneryus, Syu, Такаёси Омура). В США представители жанра — Trans-Siberian Orchestra и Symphony X. В Италии основная фигура жанра — неоклассический гитарист Лука Турилли, основатель группы Rhapsody и своих сольных проектов.

## Музыкальная теория
Общей чертой неоклассического металла является уменьшенный септаккорд. Он может быть полезным инструментом для модуляции, поскольку можно перемещаться по малым терциям через аккорд, а затем использовать уменьшенный септаккорд в качестве ведущего тона для разрешения в тонику. Пентатонические гаммы также распространены (как в подавляющем большинстве стилей рока и металла). Гамма, часто используемая неоклассическими метал-гитаристами, — это гармоническая минорная гамма, которая похожа на натуральный минор, но имеет повышенный септаккорд (в случае E ре переходит в ре♯).
- Гармонический минор. Ингви Мальмстин и Ули Джон Рот любят эту гамму[44], но её можно услышать у Михаэля Шенкера, Ричи Блэкмора и многих других[14].
- Цыганская или венгерская гамма. Эта гамма такая же, как фригийская доминанта, за исключением натуральной седьмой, которая есть в этой гамме. Цыганская гамма отлично подходит, когда необходимо добиться завораживающего, экзотического звука «полета на ковре-самолете». Ричи Блэкмор очень хорошо уловил это во многих мелодиях. «Gates of Babylon» группы Rainbow с фронтменом Ронни Джеймсом Дио — хороший пример[45]. Другой пример — «Diary of a Madman», одно из самых красочных соло Рэнди Роадса построено в основном на венгерской гамме[9].
- Японская гамма. Марти Фридман, Джейсон Беккер и многие другие неоклассические гитаристы использовали её. Она хорошо работает в минорных и мажорных тональностях. Кроме того, это хороший выбор при работе в ситуации фригийского стиля[45].
- Эолийская гамма или натуральный минор. Рэнди Роадс был мастером создания запоминающихся риффов. Его самый узнаваемый гитарный рифф и соло песни «Crazy Train» основаны на заводном мотиве в тональности фа-диез минор эолийского лада[23].